# Willibald Stejskal
Willibald Josef Stejskal, detto Willy (Vienna, 25 aprile 1896 – 1977), è stato un allenatore di calcio e calciatore austriaco, di ruolo difensore.

## Palmarès

### Giocatore

#### Competizioni nazionali
- Campionato austriaco: 6

Rapid Vienna: 1915-1916, 1916-1917, 1918-1919, 1919-1920, 1920-1921, 1922-1923
- Coppa d'Austria: 2

Rapid Vienna: 1918-1919, 1919-1920